# Emmanuelle Ducros
Pour les articles homonymes, voir Ducros.
Emmanuelle Ducros est une journaliste et polémiste française. Depuis 2013, elle travaille pour le journal L'Opinion où elle est chargée des questions des transports, de l'agriculture et de l'alimentation.

## Biographie

### Origines et études
Emmanuelle Ducros naît dans la Loire.
Elle entre à l'Institut d'études politiques de Grenoble en 1995 et en sort diplômée trois ans plus tard. Elle effectue une année de licence d'histoire et étudie à l'École supérieure de journalisme de Lille[réf. à confirmer] . Journaliste financière pendant dix ans, elle collabore pour les journaux Investir et Le Revenu et assure des chroniques sur Radio Classique, RFI et le journal éco de TV5 Monde.  
Elle travaille ensuite pour iTélé où elle présente l'émission Le rendez-vous de l’éco. 
En 2016, elle ouvre un cabinet de conseil dans le secteur d'activité du conseil pour les affaires et autres conseils de gestion,,.
Elle tient depuis 2022 un billet d'humeur quotidien, du lundi au jeudi après 8h30, dans la matinale d'Europe 1.

## Prises de position

### Pour le glyphosate
Elle dénonce des « discours alarmistes » sur le glyphosate, notamment à la suite d'un documentaire sur l'herbicide et les méthodes musclées pour le promouvoir, dans l'émission Envoyé spécial, diffusée le 17 janvier 2019 sur France 2, qu'elle critique à plusieurs reprises.
Arrêt sur images juge les propos de Ducros infondés.
Après examen, le Conseil supérieur de l'audiovisuel (CSA) estime qu’il ne peut pas être reproché à la chaîne d’avoir manqué à ses obligations en matière d’honnêteté et de rigueur dans la présentation et le traitement de l’information, ni en matière de dignité de la personne humaine et de présentation des différents points de vue,.

### Contre l'agriculture biologique
Elle estime que la généralisation du bio à l'échelle de la planète, « aux rendements très inférieurs, conduirait à une déforestation massive et au retour à des travaux agricoles asservissants ».  Elle affirme aussi que « le bio n’apporte pas de bénéfices de santé », qu'il crée une « ségrégation » « puisque beaucoup de familles ne peuvent pas se permettre financièrement une alimentation 25 à 30 % plus chère ». Elle accuse les associations antispécistes de vouloir « purement et simplement l’abolition de l’élevage ». 
France Culture soutient qu'elle « défend des thèses libérales et l’agriculture productiviste » et la décrit comme « héroïne pour les uns, troll pour les autres ».
Le physicien Bruno Andreotti note qu'elle appartient sur les réseaux sociaux à une communauté très critique vis-à-vis des écologistes et active lors « de polémiques mettant en cause le développement économique sans restrictions, ou toute régulation pouvant l'atteindre ». Celle-ci se fait le relais des positions « soutenues par les grands groupes industriels ou agro-industriels ».

## Critiques et polémiques

### Lobbying industriel
Le service de vérification de faits de Libération, Checknews, relève que la journaliste est payée par des groupes industriels de l'agro-alimentaire (pratique qualifiée de « ménage » dans la profession), via une société privée qui porte son nom. 
Libération révèle notamment qu’Emmanuelle Ducros a envoyé un devis aux organisateurs pour organiser des débats, notamment en février 2019, lors de sa participation à la réunion annuelle de l’Union des industries de la protection des plantes (UIPP), un lobby qui regroupe les plus importants fabricants mondiaux de pesticides. Ducros se défend d'avoir été rémunérée au cours de cette journée. Dans un échange audio réalisé début mars entre l'UIPP et une personne se présentant comme étant Emmanuelle Ducros, celle-ci aurait réclamé un devis d'un montant de 2 000 à 3 000 € auprès de l’UIPP pour sa prestation, selon des sources industrielles qui ont raconté le contenu de l'échange à CheckNews. À la suite de cet enregistrement, Emmanuelle Ducros porte plainte pour usurpation d'identité.  
La Fédération des entreprises de boulangerie (FEB) a quant à elle confirmé à Libération avoir rémunéré la journaliste pour une table ronde en Autriche, trois mois avant que le président de la FEB soit interviewé par Emmanuelle Ducros pour son journal, à deux reprises, dans le cadre d'un partenariat entre l'association « Passions Céréales » et L’Opinion,
Après la parution de l'article de Libération, le patron du journal L'Opinion, Nicolas Beytout, interpelle Laurent Joffrin, directeur général de la rédaction de Libération, en déplorant des méthodes « indignes ». Laurent Joffrin lui répond en argumentant que « la journaliste concernée n’a demandé ni rectificatif ni droit de réponse sur les faits rapportés ».

### Faux compte Twitter
Le 13 septembre 2019, Libération publie un article dans lequel il révèle qu'Emmanuelle Ducros utilise un faux compte Twitter, qui s'en prend à plusieurs personnes ayant eu affaire à elle, et notamment au journaliste de Checknews Robin Andraca, l'auteur de l'article publié en juin sur les supposées conférences rémunérées d'Emmanuelle Ducros,,. 
Le pseudonyme sur Twitter lance des rumeurs sur un possible licenciement du journaliste. L'équipe de Libération tente alors d'identifier la personne derrière le compte Twitter, et obtient des éléments (numéro de téléphone personnel et une adresse mail) qui relient clairement ce compte anonyme à Emmanuelle Ducros. 
À la suite de la publication de cet article, Ali Bodaghi, un trader londonien opérant habituellement sous le compte « @zebodag », également en conflit avec CheckNews, affirmera plus tard qu'il est le détenteur du compte attribué à Emmanuelle Ducros « depuis plusieurs semaines » et qu'il l'aurait simplement utilisé « pour vérifier si l'objectif de 
CheckNews était de détruire Emmanuelle Ducros ».